# Deutsche Musik-Zeitung

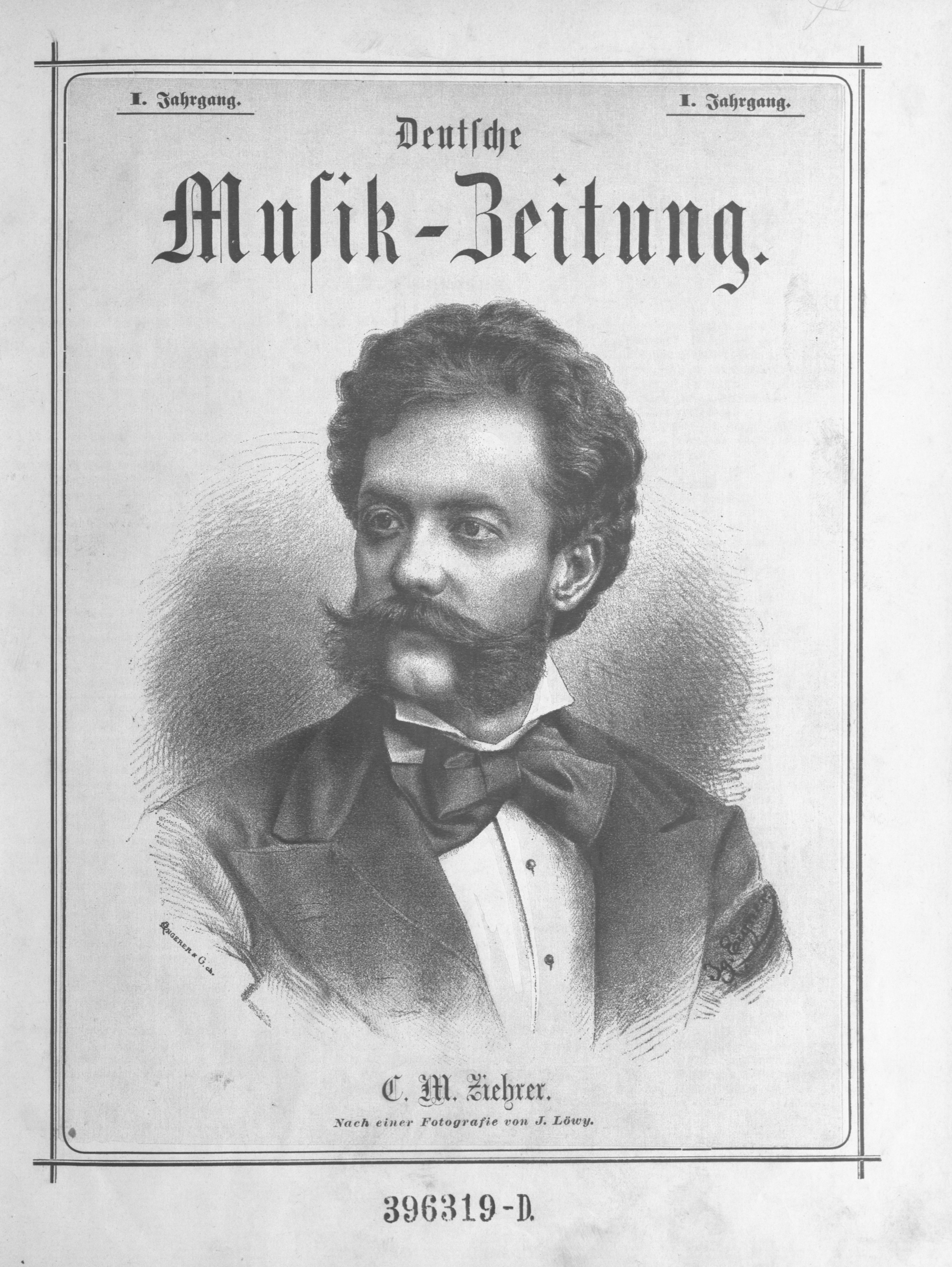
Das Jahrestitelblatt des ersten Jahrgangs der Deutschen Musik-Zeitung mit Ziehrers Porträt nach einer Photographie von Josef Löwy

Die Wochenzeitung C. M. Ziehrer's Deutsche Musik-Zeitung: Organ für Theater und Kunst (Deutsche Musik-Zeitung) wurde 1874–1876 unter der Leitung von C. M. Ziehrer im Format 4° herausgegeben.
Als Nachfolger der Deutschen Musik-Zeitung erschien von 1877 bis 1880 wöchentlich im Format 4° „C. M. Ziehrer’s Deutsche Kunst & Musik-Zeitung: Central-Organ für Musik, Theater, bildende Künste & Literatur“. 
Wiederum wöchentlich und im selben Format erschien ab 1880 dessen Nachfolger, die „Deutsche Kunst- & [und] Musik-Zeitung <1880-1902>“, das „Central-Organ für Musik, Theater, bildende Künste & Literatur“. Ab 1893 änderte sich die Erscheinungsweise auf zweimal monatlich.
Während sich das Angebot der Deutschen Musikzeitung auf musikwissenschaftliche und musikhistorische Beiträge sowie Musikbeilagen und umfangreiche Anzeigenteile beschränkte, weitete es sich bei den Nachfolgern um kunst-, literatur- und theaterwissenschaftliche Beiträge sowie aktuelle Hinweise auf Veranstaltungen und Neuigkeiten aus der Kulturszene aus. 
Das ästhetisch gestaltete Titelblatt war zumeist mit dem Porträt eines Künstlers oder einer Künstlerin ausgeführt.